# Setor económico
Um setor económico (português europeu) ou setor econômico (português brasileiro), também chamado de indústria setorial ou setor de atividade econômica, é um conjunto de atividades econômicas, com características semelhantes. É também uma subdivisão da economia, em termos macroeconômicos, agrupando atividades que pertencem à mesma categoria. Tradicionalmente, a distribuição de toda a atividade econômica é dividida em três grandes setores econômicos (primário, secundário e terciário). Essa classificação de diferentes atividades surgiu da elaboração dos economistas Allan Fisher, Colin Clark e Jean Fourastié.
A atividade de um setor econômico não é completamente homogênea e inclui produções ou serviços secundários que se enquadrariam em outros itens da nomenclatura, que não a do setor considerado, ao contrário de um ramo de atividade que congrega unidades de produção homogêneas.
Além disso, o termo setor profissional ou industrial também inclui duas definições:
- a de múltiplos ramos de atividade econômica, e para a qual cada setor profissional congrega famílias de ofícios suficientemente próximas para serem consideradas como um único aparelho de produção.
- o dos ramos de actividade industrial (ou atividade principal exercida), e para o qual cada sector profissional inclui entes/atividades que estão sujeitas à mesma regulamentação social, fiscal e profissional.

## Definição
A composição clássica, baseada na teoria dos três setores, é a seguinte:
- Primário: envolve a extração e/ou produção de matérias-primas, como o milho, o carvão, a madeira ou o ferro. Exemplos de trabalhadores do setor primário podem ser um mineiro de carvão e um pescador.
- Secundário: envolve a transformação de matérias-primas em bens, como a fabricação de aço para carros ou têxteis para roupas. Exemplos de trabalhadores do setor secundário podem ser um construtor civil e um costureiro.
- Terciário: envolve o fornecimento de serviços a consumidores e/ou empresas, como o baby-sitting, o cinema ou o bancário. Exemplos de trabalhadores do setor terciário podem ser um lojista e um contabilista.

No século XX, começou a ser discutido que dos serviços terciários tradicionais poderiam ainda ser distinguidos mais dois setores de serviços, o quaternário e o quinário.
Uma economia pode incluir vários setores (também chamados de indústrias), que evoluíram em fases sucessivas:
- A economia tradicional era baseada principalmente na agricultura de subsistência.
- A revolução industrial diminuiu o papel da agricultura de subsistência, convertendo-a em formas de agricultura mais extensas e monoculturais nos últimos três séculos. O crescimento económico ocorreu principalmente na mineração, construção e indústrias transformadoras.
- Nas economias das sociedades de consumo modernas, os serviços, as finanças e a tecnologia — a economia do conhecimento — desempenham um papel cada vez mais significativo.

Mesmo nos tempos modernos, os países em desenvolvimento tendem a confiar mais nos dois primeiros setores, em comparação com os países desenvolvidos.

## Por propriedade
Uma economia também pode ser dividida por propriedade:
- Setor público
- Setor privado
- Setor social